# Mutilva Baja
Mutilva Baja (Mutiloabeiti cooficialmente en euskera) fue  una localidad y un lugar habitado del municipio y valle de Aranguren, situado en la Comunidad Foral de Navarra, España. El desarrollo urbanístico de la zona hizo que Mutilva Baja quedara unida a Mutilva Alta formando un continuo urbano, lo que llevó a que en junio de 2010 fuera fusionada administrativamente con Mutilva Alta para formar la nueva localidad de Mutilva.

Su población en 2010 fue de 3940 habitantes (INE). Hasta su desaparición por la fusión que dio lugar a Mutilva, en Mutilva Baja se encontraba la capital del valle y del municipio.

## Geografía
Se encuentra al sur de Pamplona.

## Monumentos
- Iglesia de San Pedro Apóstol: Es un edificio moderno. Se finalizó en 2004.[3]

## Demografía
| 2000 | 2001 | 2002 | 2003 | 2004 | 2005 | 2006 | 2007 | 2008 | 2009 | 2010 |
| ---- | ---- | ---- | ---- | ---- | ---- | ---- | ---- | ---- | ---- | ---- |
| 1947 | 2083 | 2210 | 2387 | 2848 | 3227 | 3544 | 3684 | 3835 | 3930 | 3940 |

## Fiestas
Fiestas patronales: Las fiestas patronales de la localidad, incluyen siempre el 14 de septiembre